# ゴータ市電
ゴータ市電（ゴータしでん、ドイツ語: Straßenbahn Gotha）は、ドイツ・テューリンゲン州の都市・ゴータと近隣都市のバート・タバルツに路線網を有する路面電車。19世紀末に開通した長い歴史を持つ路線で、2022年現在はテューリンガー・ヴァルト鉄道・ゴータ路面電車有限会社（Thüringerwaldbahn und Straßenbahn Gotha GmbH、TWSB）によって運営されている。

## 歴史
ゴータ市内に軌道交通を導入する計画は19世紀後半から始まり、1893年に当時のザクセン＝コーブルク＝ゴータ公国は当時最新鋭の交通機関である路面電車を導入する事を決定した。同年からベルリンの企業によって建設が進められ、1894年5月2日に開通式が行われた後、翌5月3日から最初の路線となる全長2.7 kmの営業運転が始まった。当初この路面電車はフランクフルト・アム・マインに本社を置く企業によって運営されており、以降は同企業が立ち上げた計画に沿って延伸が行われた。
一方、1911年にはドイツの電機メーカーであるAEGとゴータ公国との間で、ゴータ市内からテューリンゲンの森を経由し、タバルツ（現在：バート・タバルツ）へ向かう都市間路線「テューリンガー・ヴァルト鉄道」を建設する契約が結ばれた。この計画に伴い、AEGは子会社であるトゥーリンガー・ゴータ電力供給会社（Thüringer Elektrizitäts-Lieferungsgesellschaft Gotha、ThELG）を立ち上げ、1912年にはゴータ市内の路線を運営していたフランクフルトの企業を買収した。その後、テューリンガー・ヴァルト鉄道は1914年から建設が始まったが、第一次世界大戦や戦後のインフレーションの影響で工事は長期間にわたって中断し、開通したのは1929年7月17日となった。この戦争の影響はゴータ市内の路線にもおよび、一部区間が当局の命令により廃止に追い込まれている。

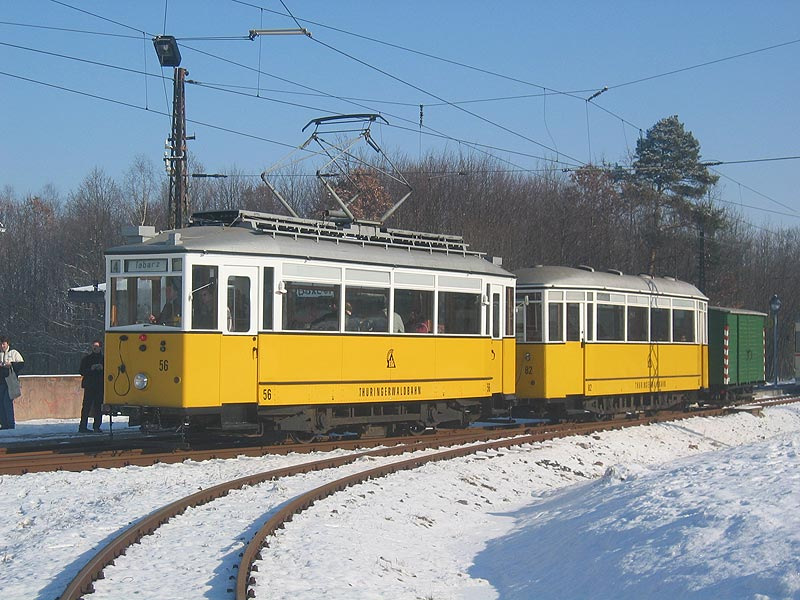
動態保存が行われている旧型車両（2006年撮影）

その後はトゥーリンガー・ヴァルト鉄道の路線を含めて多くの乗客が利用する事となったが、第二次世界大戦中の空襲により路面電車は甚大な被害を受け、運行停止を余儀なくされた。全線が復旧したのは戦後の1950年である。その間の1948年、路面電車路線の運営権は東ドイツの国営会社（人民公社、VEB）であるゴータ資源供給人民公社（VEB Energieversorgung Gotha）に移管され、1951年にテューリンガー・ヴァルト鉄道・ゴータ路面電車人民公社（VEB (K) Thüringerwaldbahn und Straßenbahn Gotha）として独立している。
車両については、1950年代以降東ドイツの国営企業で生産された車両が継続的に導入された。特に1950年代後半からは地元・ゴータの鉄道車両メーカーであったゴータ車両製造公社が開発・製造した車両が多数導入され、1960年代後半には連接車も登場したが、経済相互援助会議（コメコン）の意向によってゴータ車両製造人民公社による車両製造が終了したため、その後はチェコスロバキアのČKDタトラが製造した車両の導入が行われた。

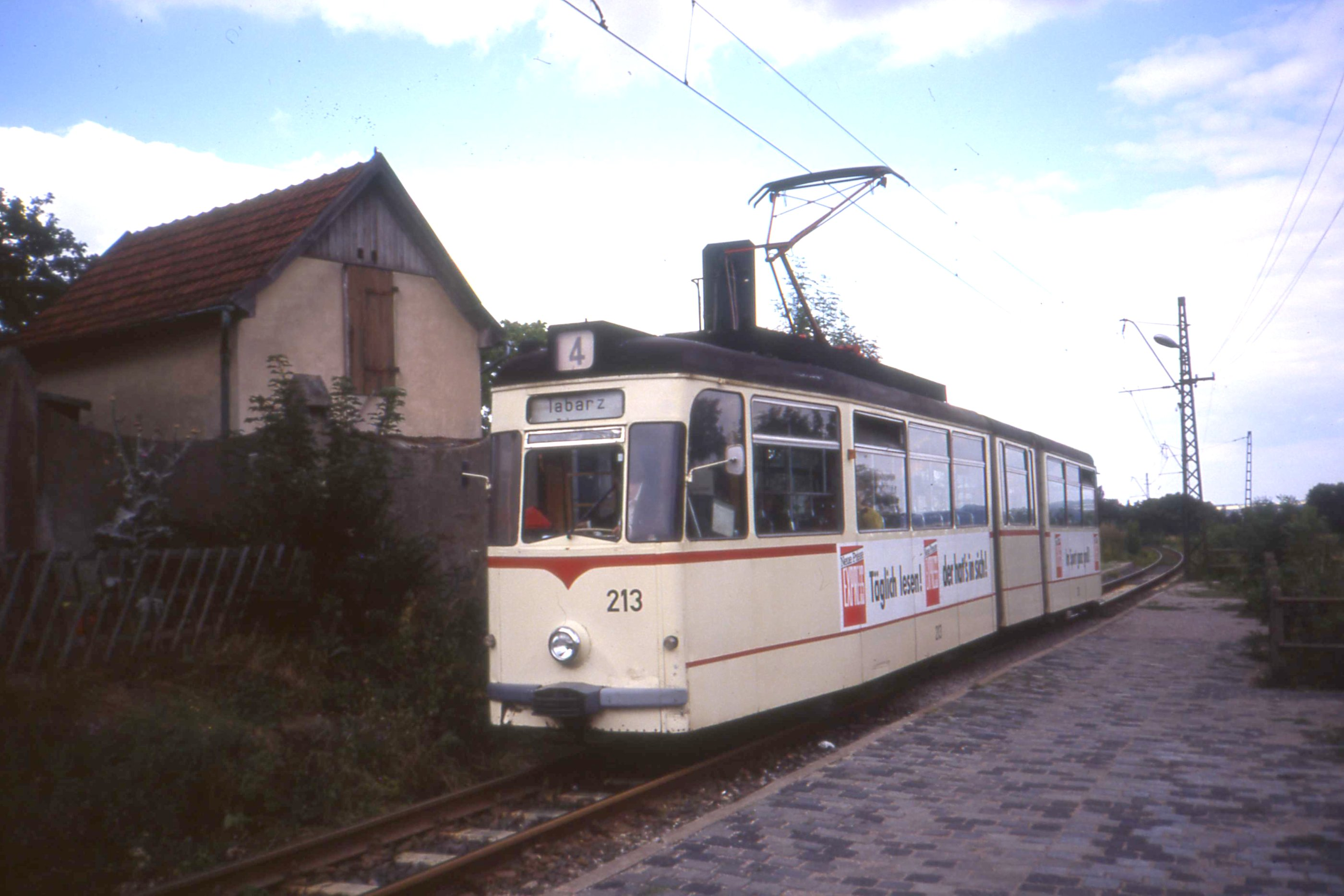
ゴータ車両製造製の3車体連接車・G4-65（1991年撮影）
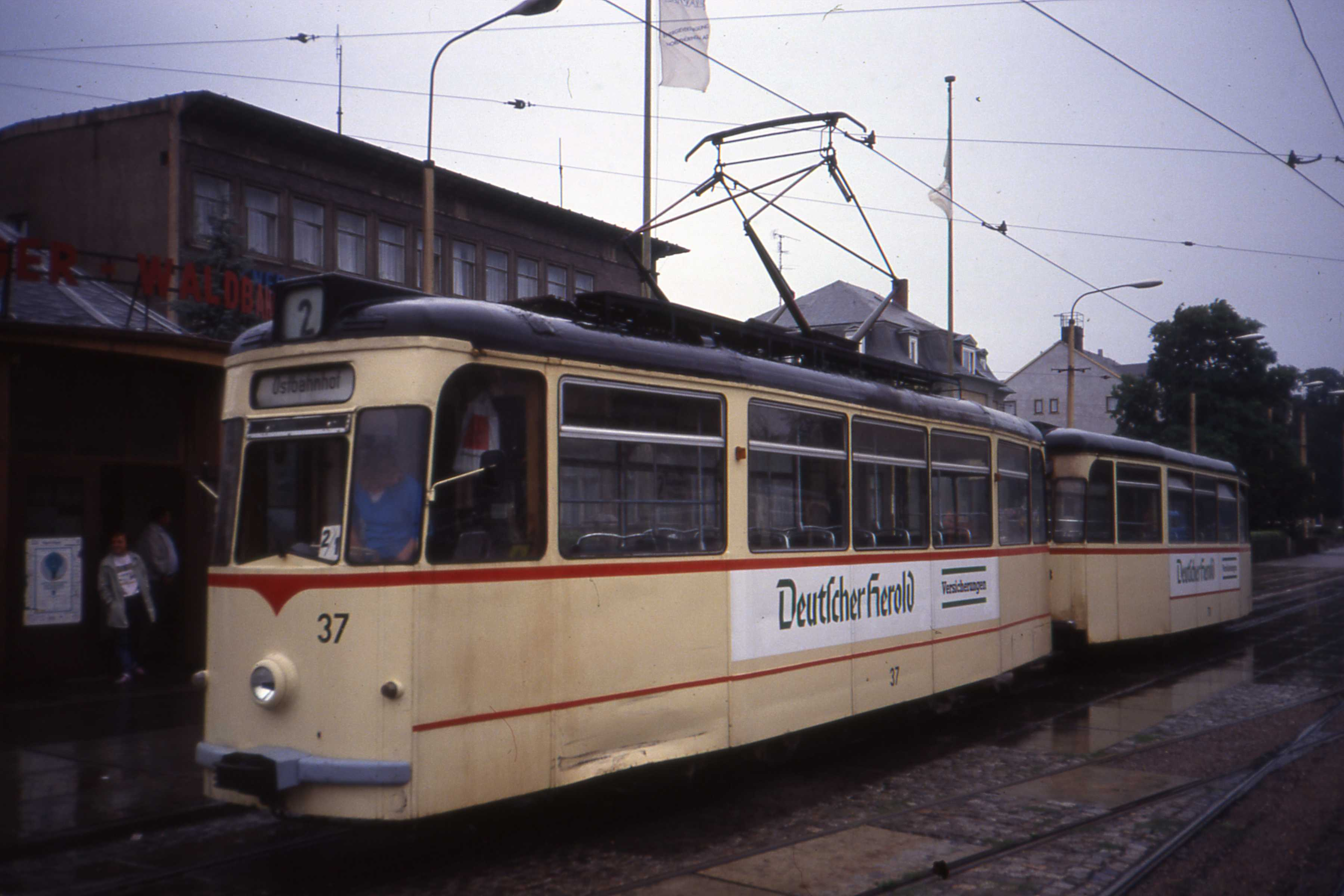
ČKDタトラ製の2軸車・T2D（1991年撮影）
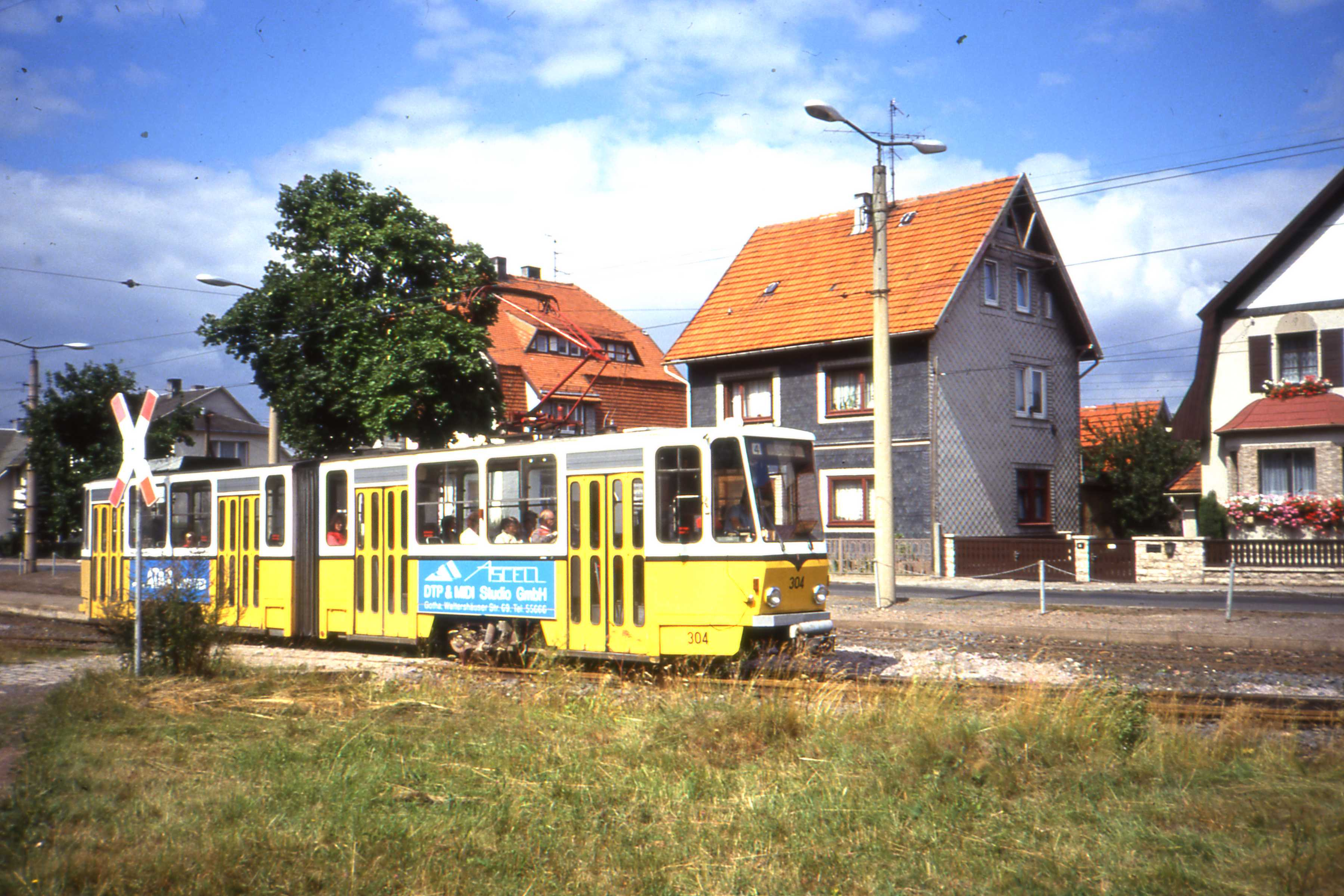
ČKDタトラ製の2車体連接車・KT4D（市内系統用、1991年撮影）
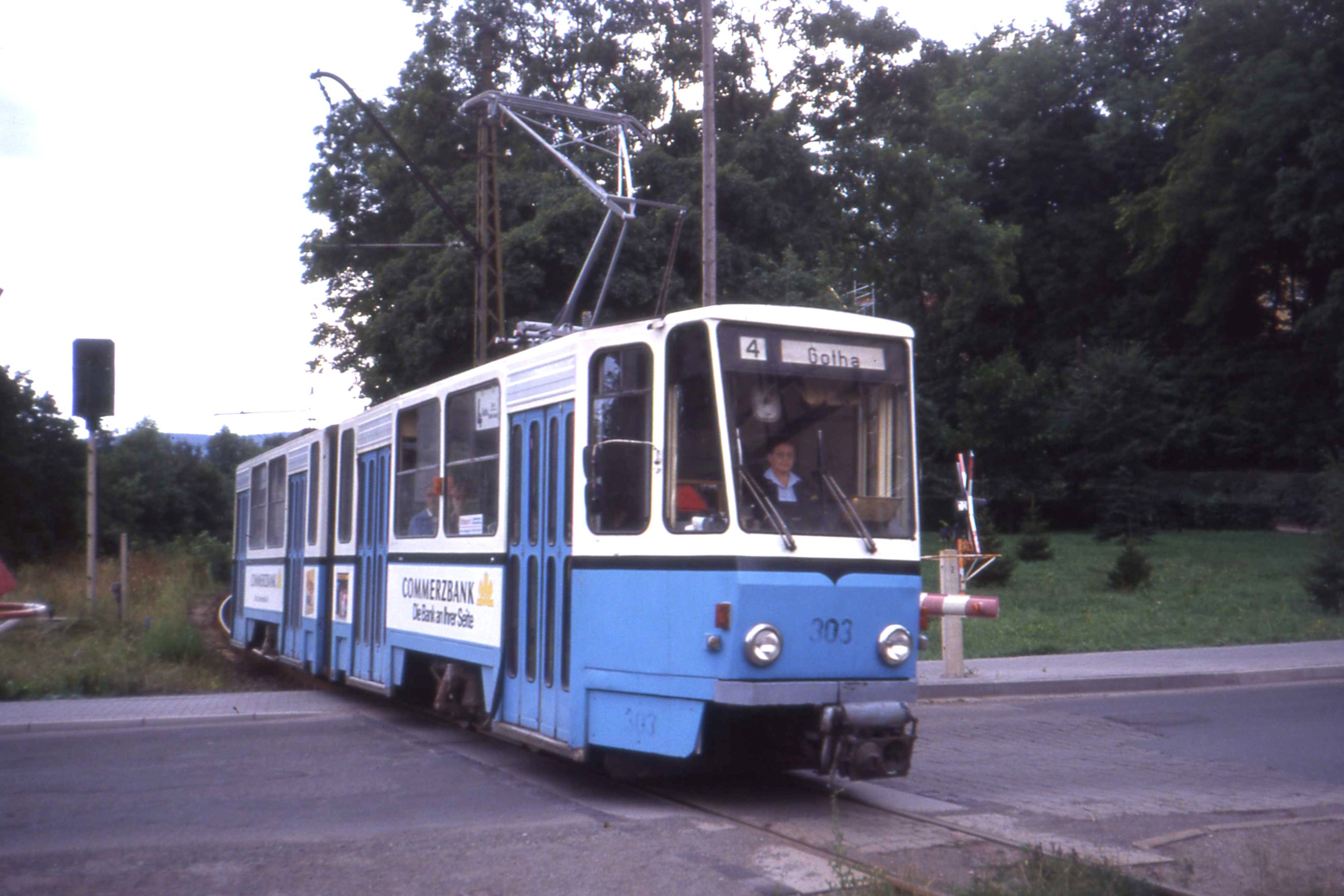
ČKDタトラ製の2車体連接車・KT4D（テューリンガー・ヴァルト鉄道用、1991年撮影）

1980年以降、運営事業者は幾度かの変遷を経て、東ドイツの民主化やドイツ再統一の動きを受けて1991年以降現在のテューリンガー・ヴァルト鉄道・ゴータ路面電車有限会社（Thüringerwaldbahn und Straßenbahn Gotha GmbH）となっている。それ以降、線路や駅舎、車庫といった施設の近代化が継続して行われており、2002年3月23日には郊外のズントハウゼン地区（Sundhausen）の病院へ向かう路線が開通している。
一方、車両の増備については1991年以降他都市の路面電車からの譲受によって賄われており、マンハイム（マンハイム市電）、ボーフム（ボーフム市電）、エアフルト（エアフルト市電）に加え、スイスのバーゼル（バーゼルラント交通）の車両が導入されている。これに伴い、東ドイツ時代から長年にわたり使用されていた2軸車は1990年代までに営業運転を終了している。

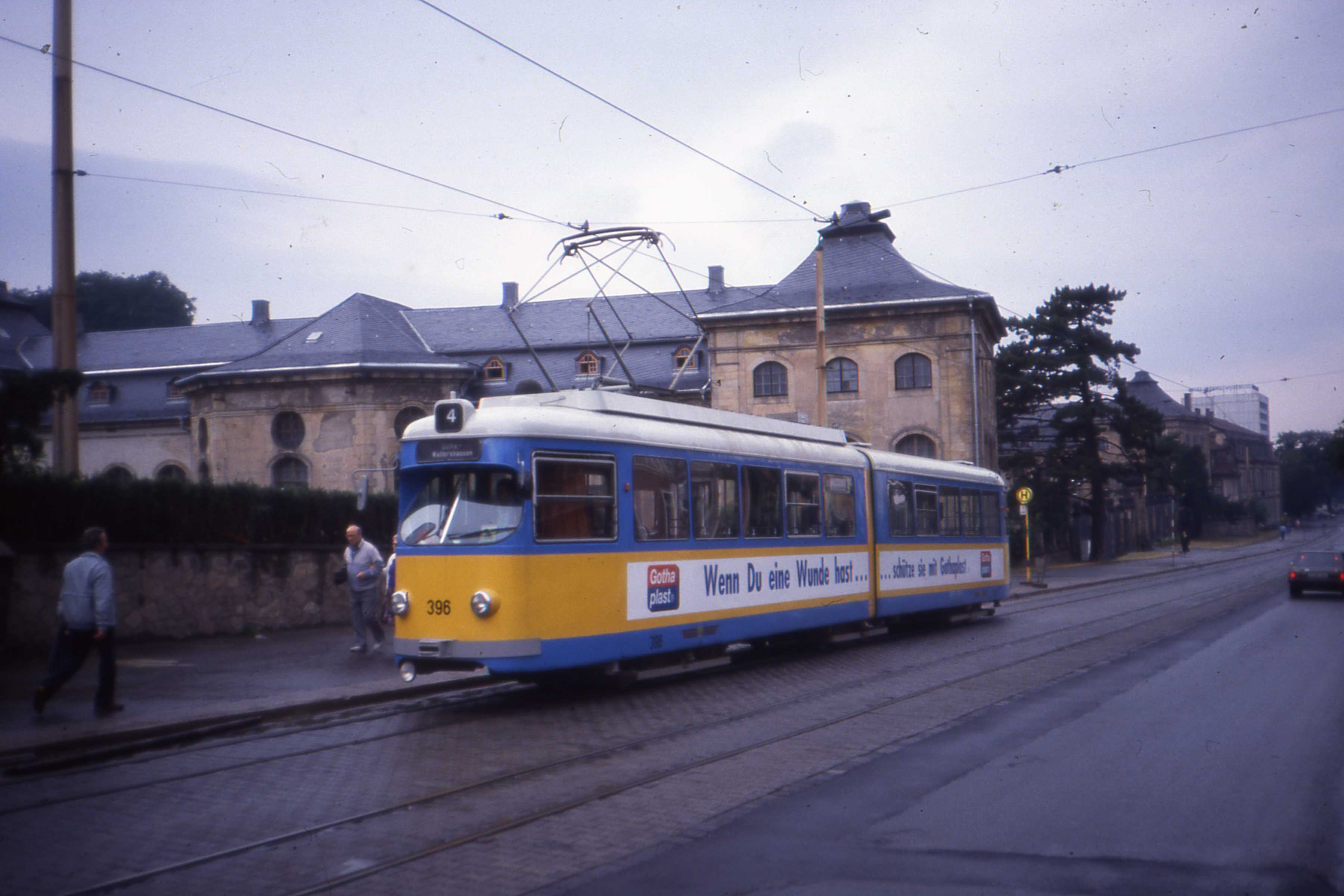
マンハイム市電からの譲渡車両・GT6（片運転台）（1991年撮影）
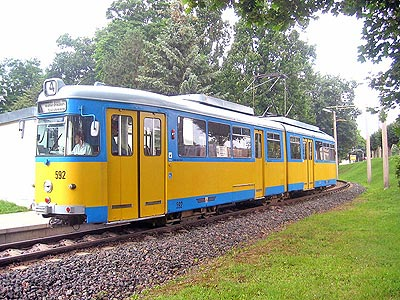
ボーフム市電からの譲渡車両・GT6（両運転台）（2004年撮影）

## 運用
2022年現在、ゴータ市電は以下の系統で運行している。テューリンガー・ヴァルト鉄道・ゴータ路面電車有限会社は中央テューリンゲン運輸協会（Verkehrsverbund Mittelthüringen、VMT）に所属しており、同運輸協会に属する他の事業者の交通機関（鉄道、路面電車、路線バスなど）と乗車券を共有する事が可能である。
| 系統番号 | 起点         | 終点                  | 備考                                                           |
| -------- | ------------ | --------------------- | -------------------------------------------------------------- |
| 1        | Hauptbahnhof | Kreiskrankenhaus      |                                                                |
| 2        | Hauptbahnhof | Ostbahnhof            |                                                                |
| 3        | Wagenhalle   | Ostbahnhof            | Ostbahnhof方面は早朝に数本、Wagenhalle方面は深夜に数本のみ運行 |
| 4        | Hauptbahnhof | Bad Tabarz            | テューリンガー・ヴァルト鉄道(本線)                             |
| 6        | Gleisdreieck | Waltershausen Bahnhof | テューリンガー・ヴァルト鉄道(支線)                             |

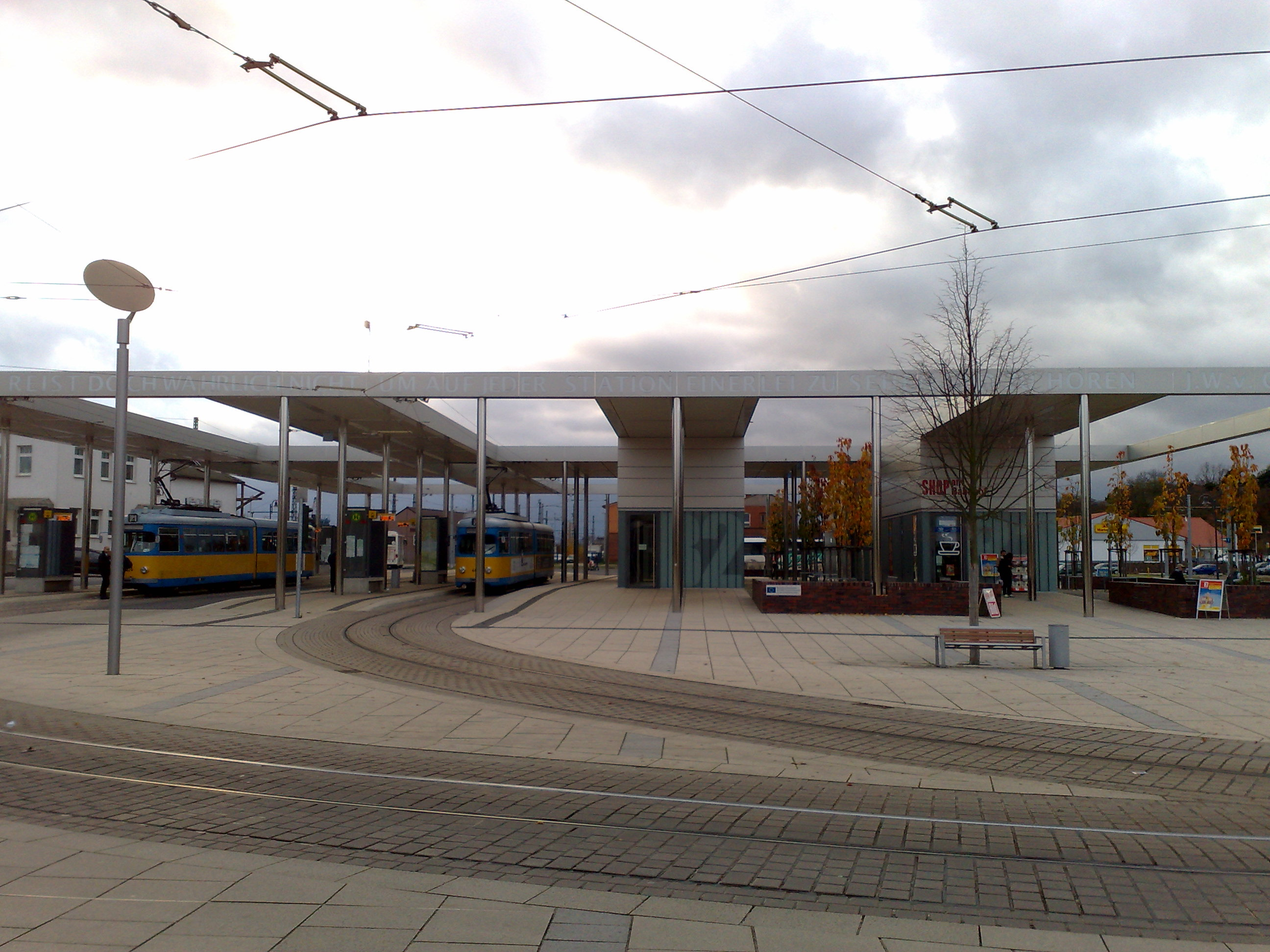
Hauptbahnhof電停（2009年撮影）
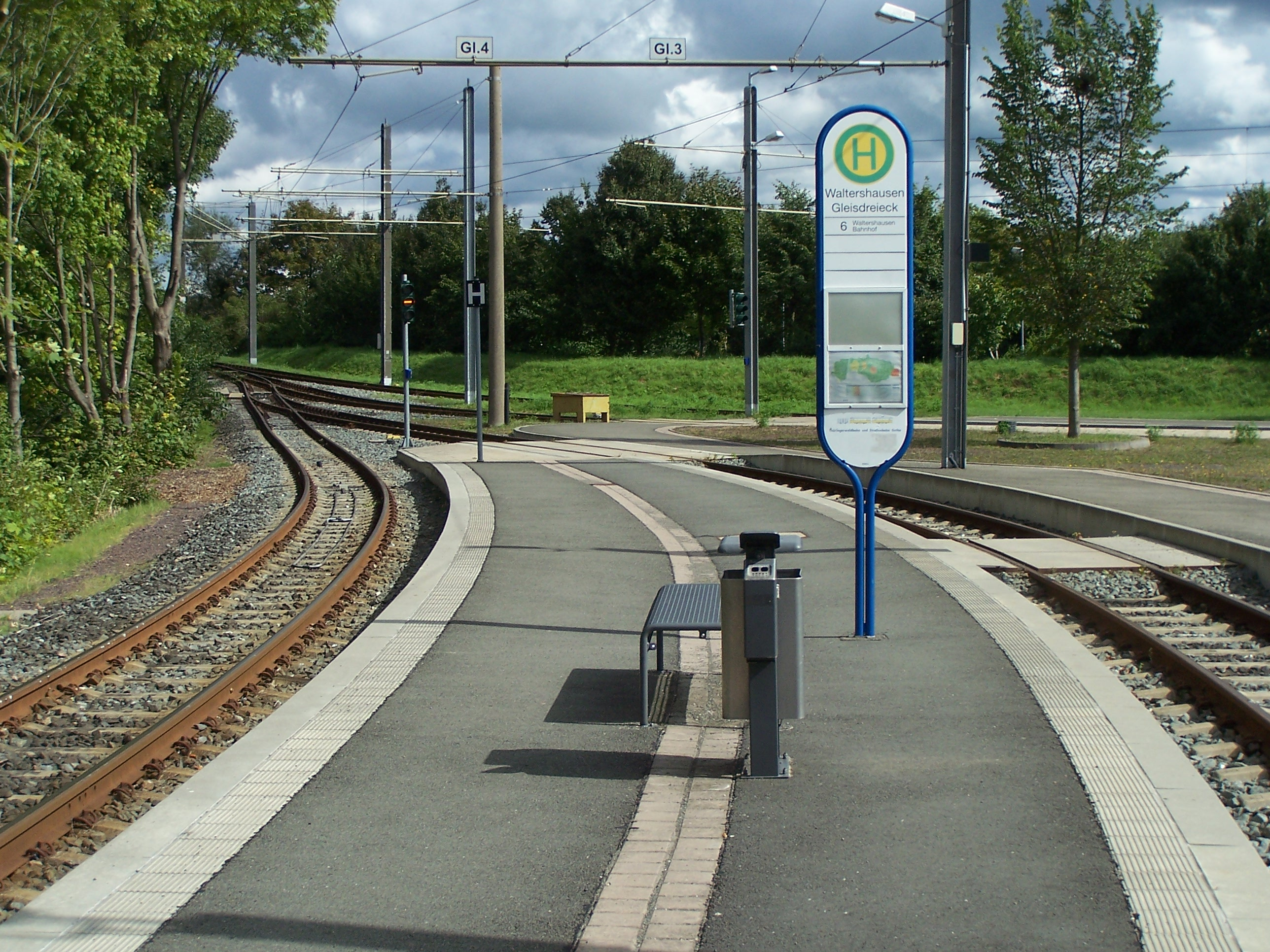
Waltershausen Gleisdreieck電停（2017年撮影）
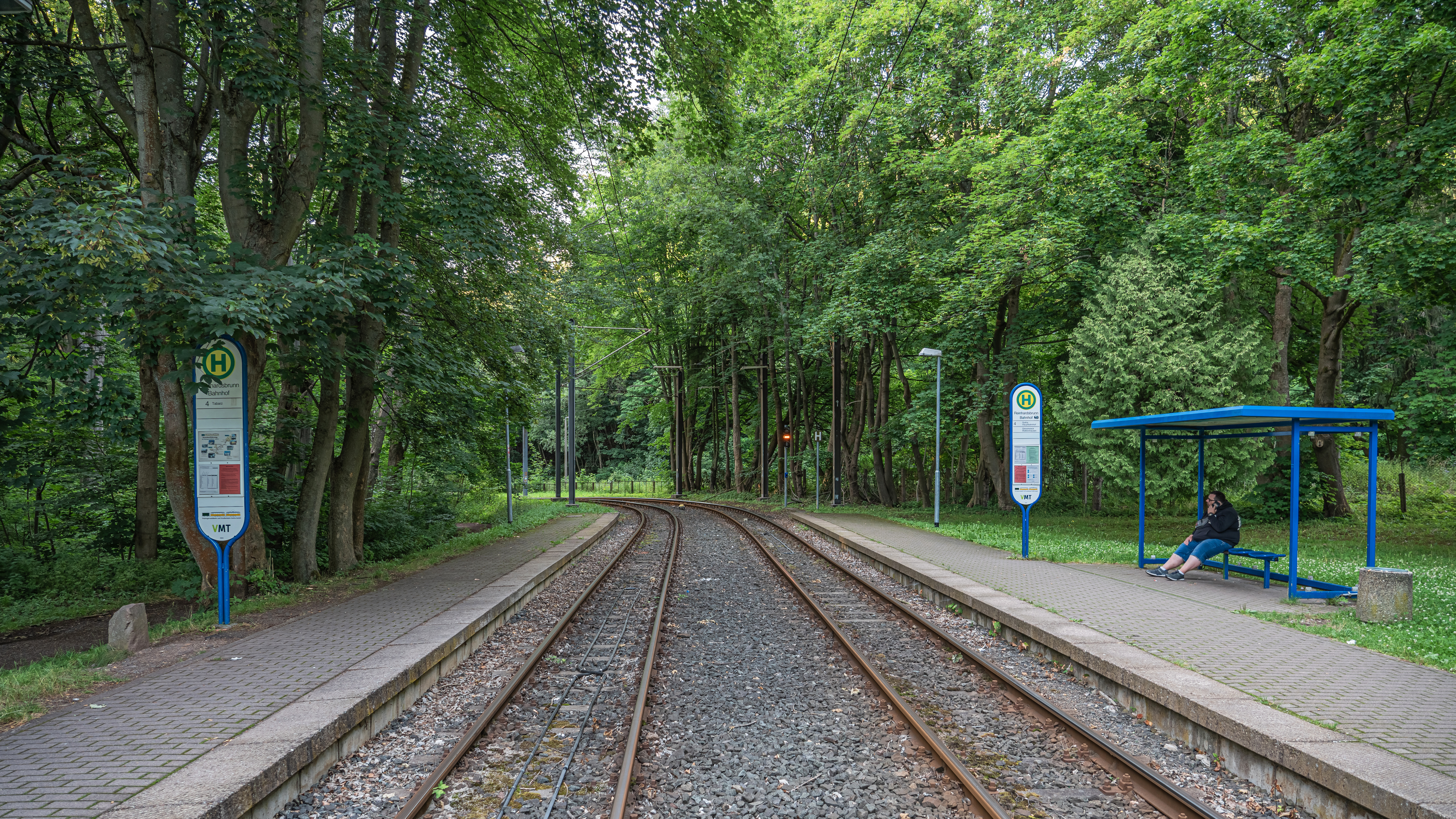
Friedrichroda電停（2020年撮影）

## 車両

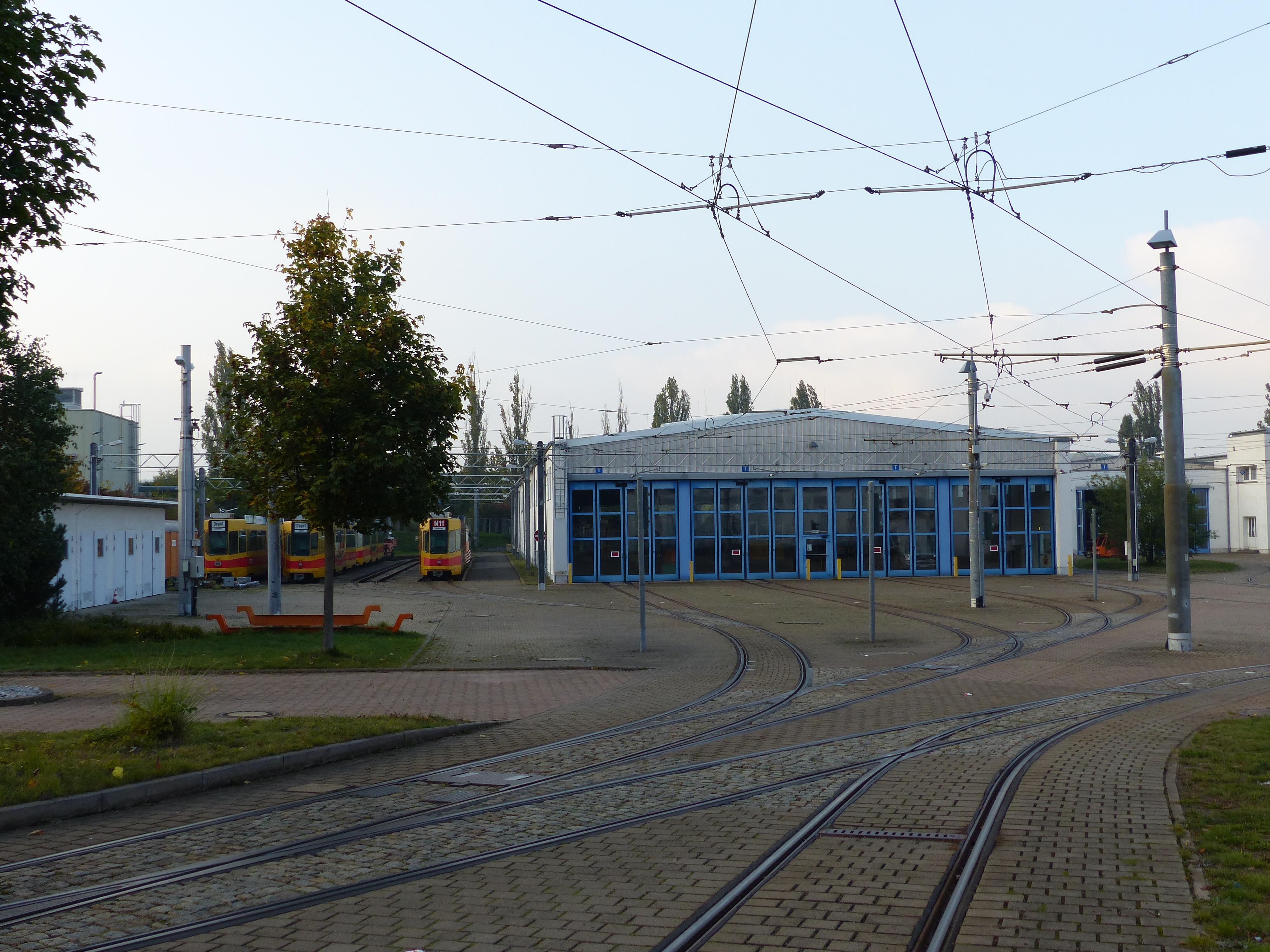
ゴータ市電の車庫（2021年撮影）

2022年現在、ゴータ市電には以下の車両が在籍する。テューリンガー・ヴァルト鉄道・ゴータ路面電車有限会社は営業用車両に加え、2軸車を始めとした動態保存車両も多数所有している。

### 現有車両
- KT4D - チェコスロバキア（→チェコ）のČKDタトラが開発した小型2車体連接車。ゴータ市電にも新造車両が導入されたが、2022年時点で営業運転に用いられている車両の大半はドイツのエアフルト市電から譲渡された車両で、双方合わせて2022年現在15両が在籍する。そのうち10両は制御装置の交換を始めとする近代化が行われ形式名を「KT4DC」に改めている他、2両については折り返し用のループ線が存在しない6号線での使用に合わせた両運転台化改造（KT4DC-Z）が行われている。また、これらとは別にベルリン市電（ベルリン）から1両譲受した車両がイベント用車両「Partybahn」として使用されている[7][11]。
- GT8N - ドイツのマンハイム市電（ドイツ語版）（マンハイム）で使用されていたデュワグ製の路面電車車両（デュワグカー）のうち、中間車体を低床構造を有する車体に交換した3車体連接車。バリアフリーの向上を目的に2011年に4両が導入されたが、その後事故により1両が廃車となったため2022年現在は3両が在籍する。また、これらとは別に2019年に譲渡された1両が乗務員の教習用として在籍していたが、新型車両導入のスケジュールの遅延などの事情により2022年にマンハイム市電へ返却されている[4][9][12]。
- Be4/8 - スイスのバーゼルラント交通（ドイツ語版）（バーゼル）で使用されていた、1978年 - 1981年製の連接車。元は2車体連接車であったが、バーゼルラント交通時代に中間に低床車体を増結している。KT4Dの置き換えを目的に2018年に6両を譲受し、ドイツの路面電車規格（BOStrab）への適合を始めとした改造を経て2021年12月以降順次営業運転に投入している[注釈 1][4][9][13][14]。

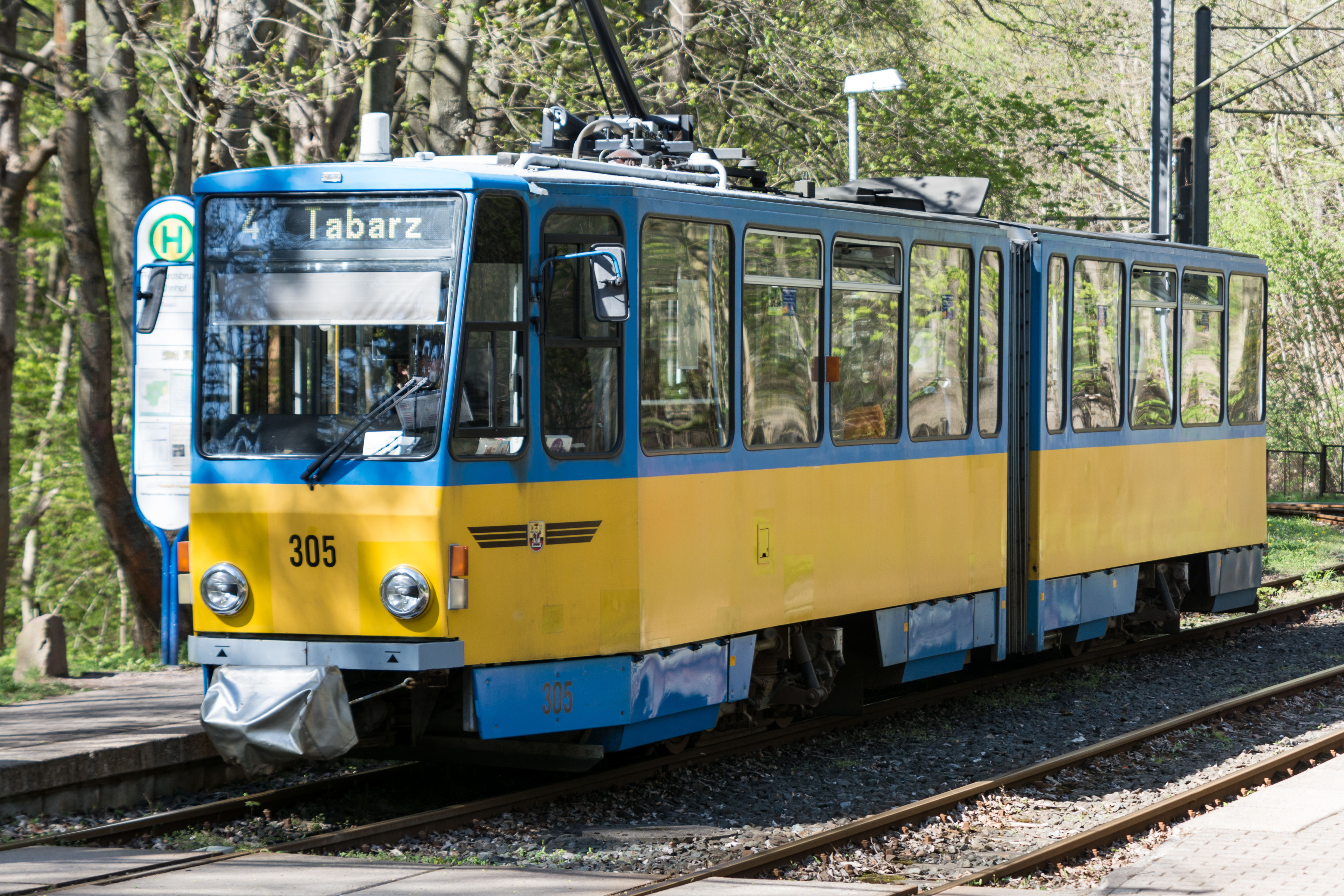
KT4D（2015年撮影）
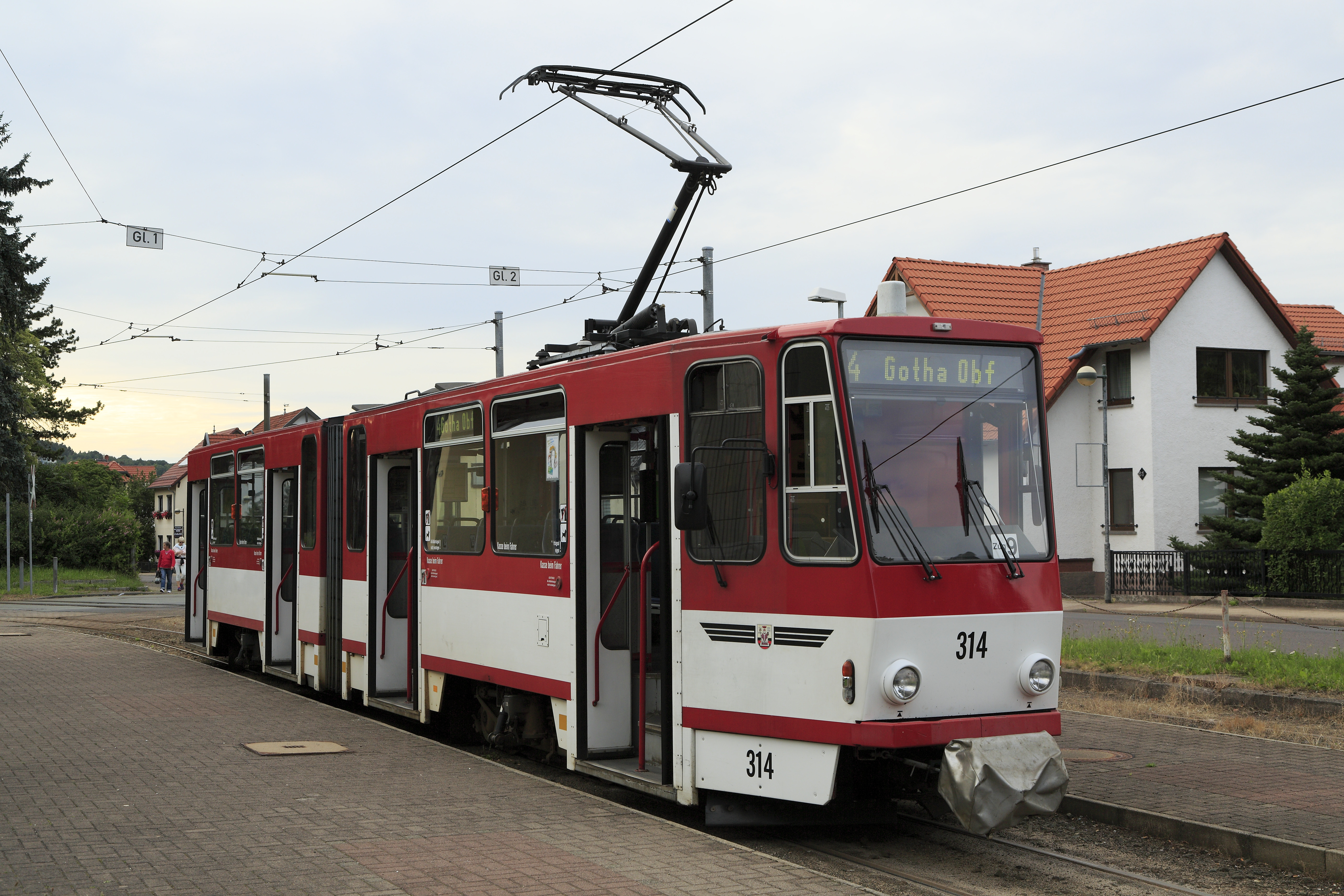
KT4D（エアフルト市電塗装）（2017年撮影）
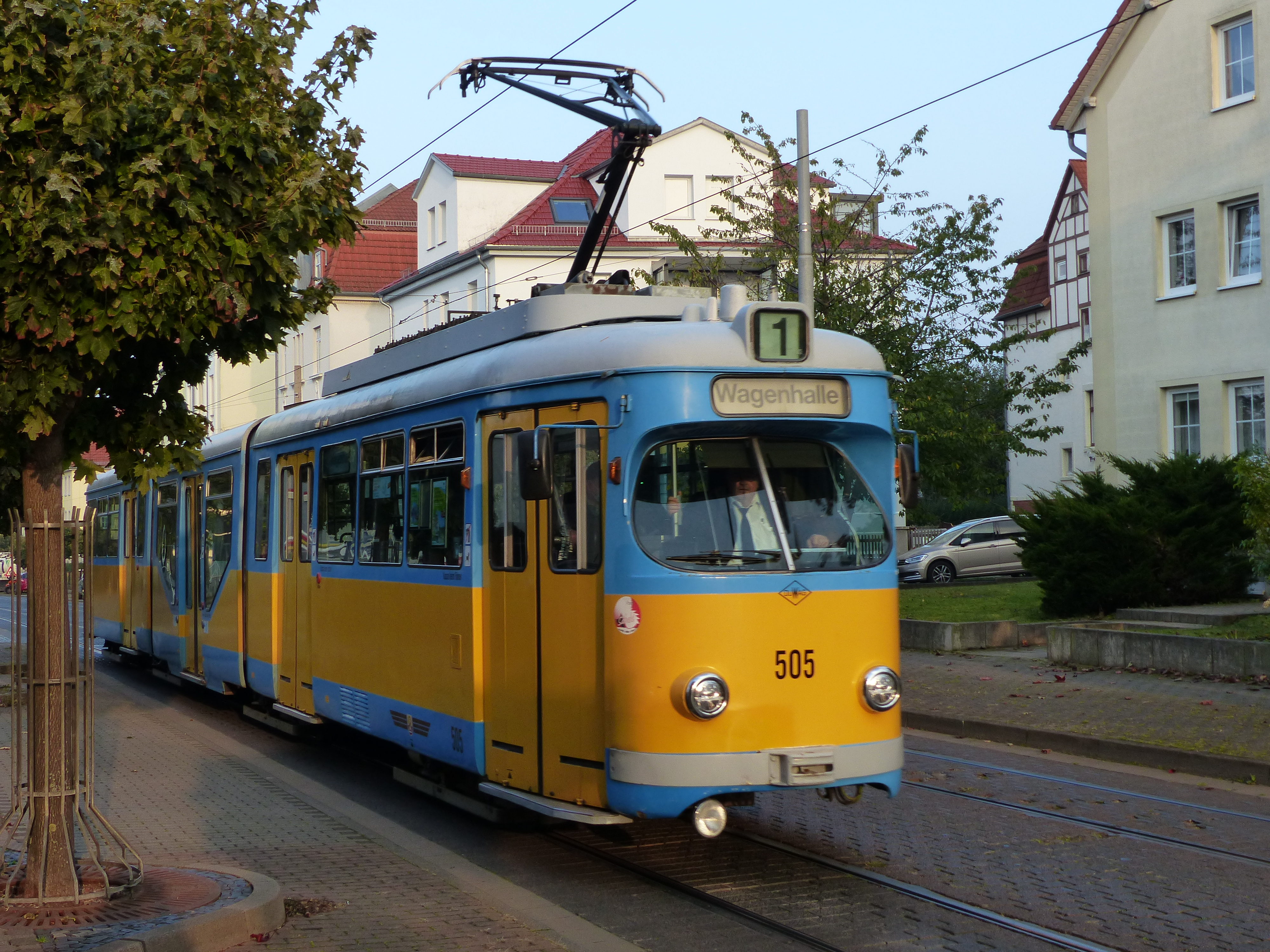
GT8N（2021年撮影）
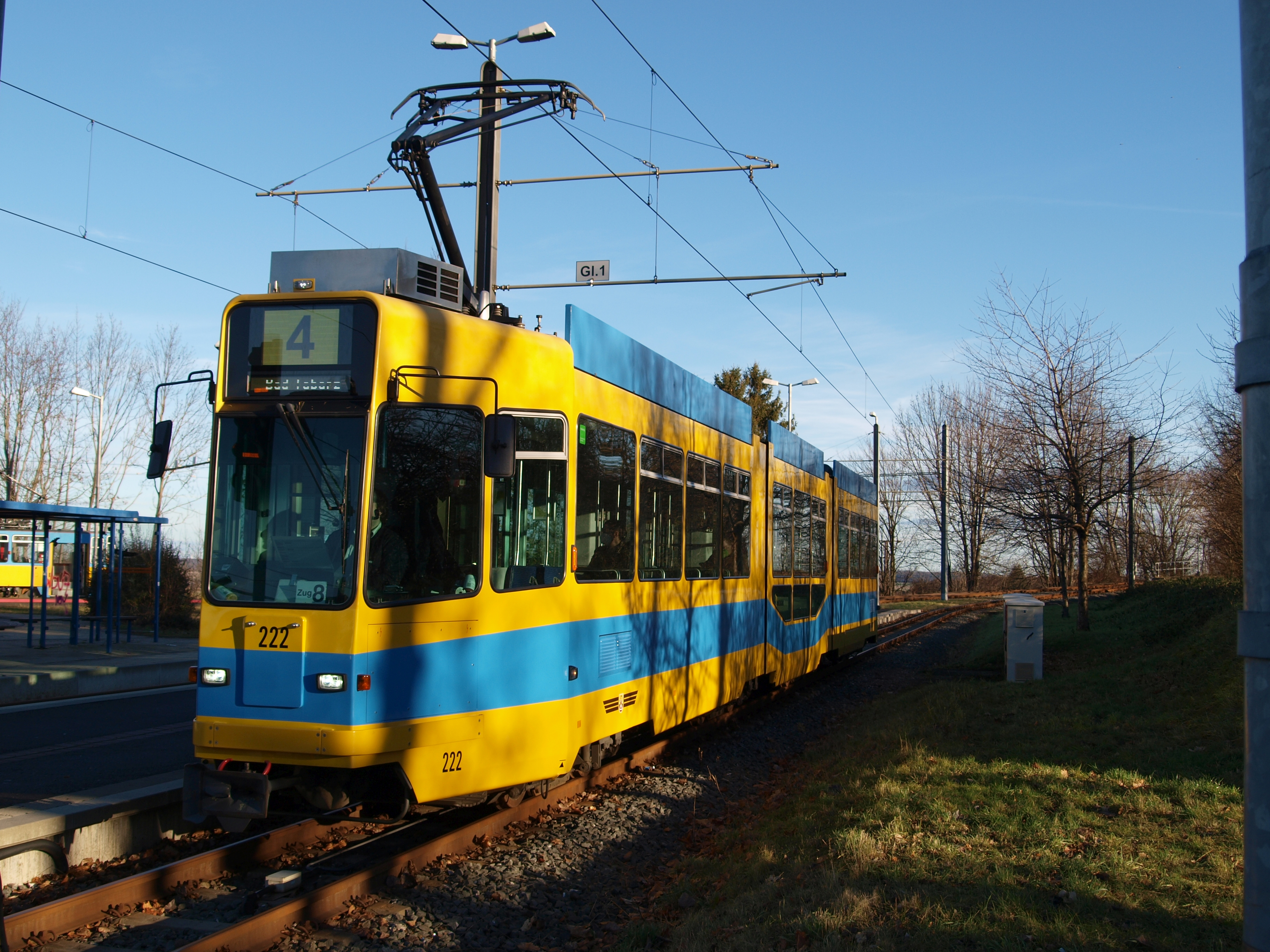
Be4/8（2021年撮影）

### 導入予定の車両
テューリンガー・ヴァルト鉄道・ゴータ路面電車有限会社は長年使用されていたKT4Dの置き換え用として、4両＋オプション6両分の超低床電車の導入を検討しており、2023年10月に入札を実施し、2025年5月にシュタッドラー・レールが展開するトラムリンクに車種が決定した。これらの車両はイェーナ市電（イェーナ）に導入された同型車両を基にした5車体連接車となる事になっており、1980年代初頭に導入されたKT4D以来40年以上ぶりとなる新造車両となる。

### 塗装
塗装について、東ドイツ時代はベージュに赤色の細い帯を基本としていたが、後に市内系統用車両には上半分が白、下半分が黄色に、テューリンガー・ヴァルト鉄道用車両には上半分が白、下半分が青色という塗装も用いられた。テューリンガー・ヴァルト鉄道・ゴータ路面電車有限会社発足後はこれらの塗装を組み合わせ、黄色と青を基調としたデザインが使われており、導入予定の「トラムリンク」もこの2色を用いた車体塗装が検討されている。

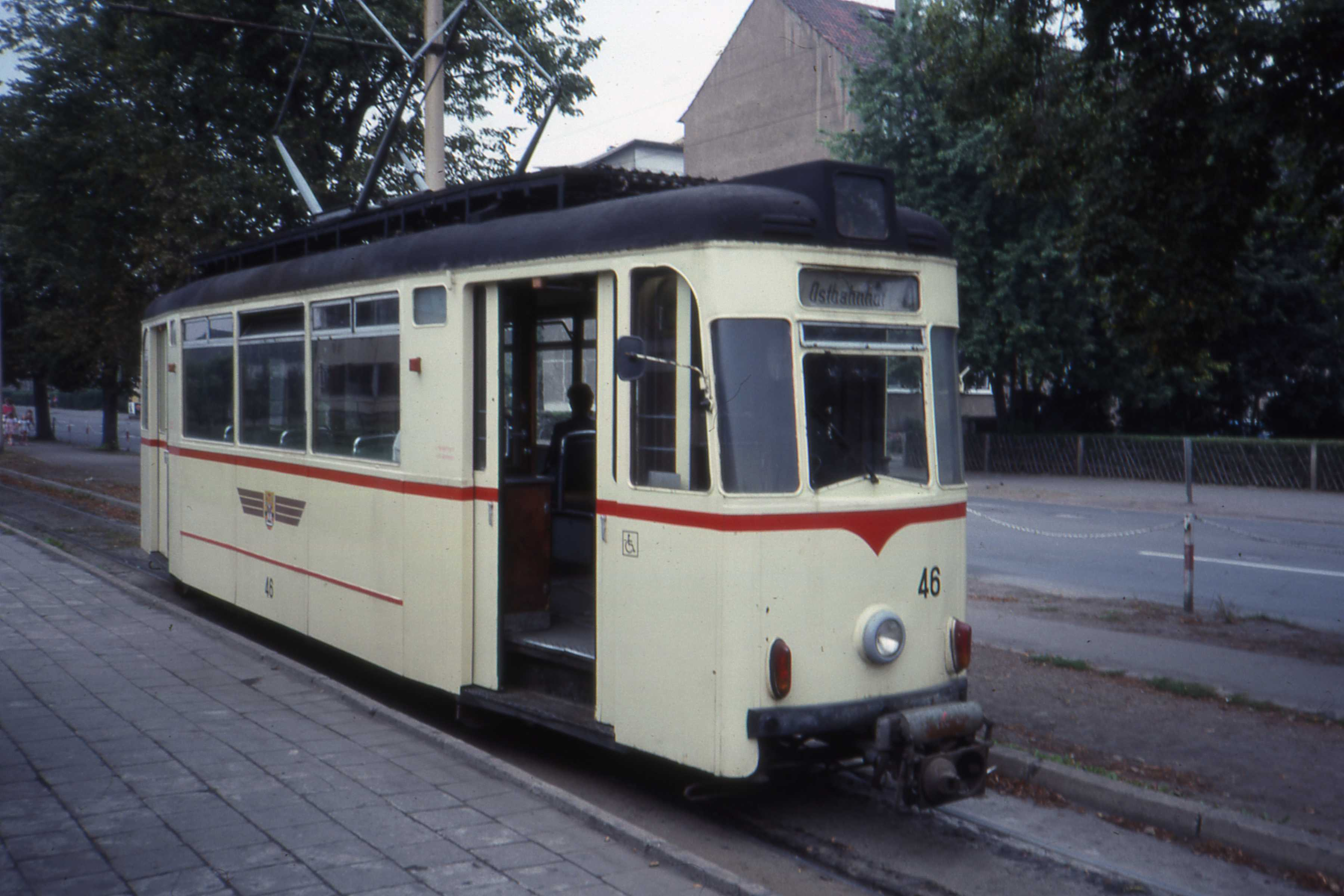
ベージュに赤帯の塗装を纏った2軸車（1989年撮影）
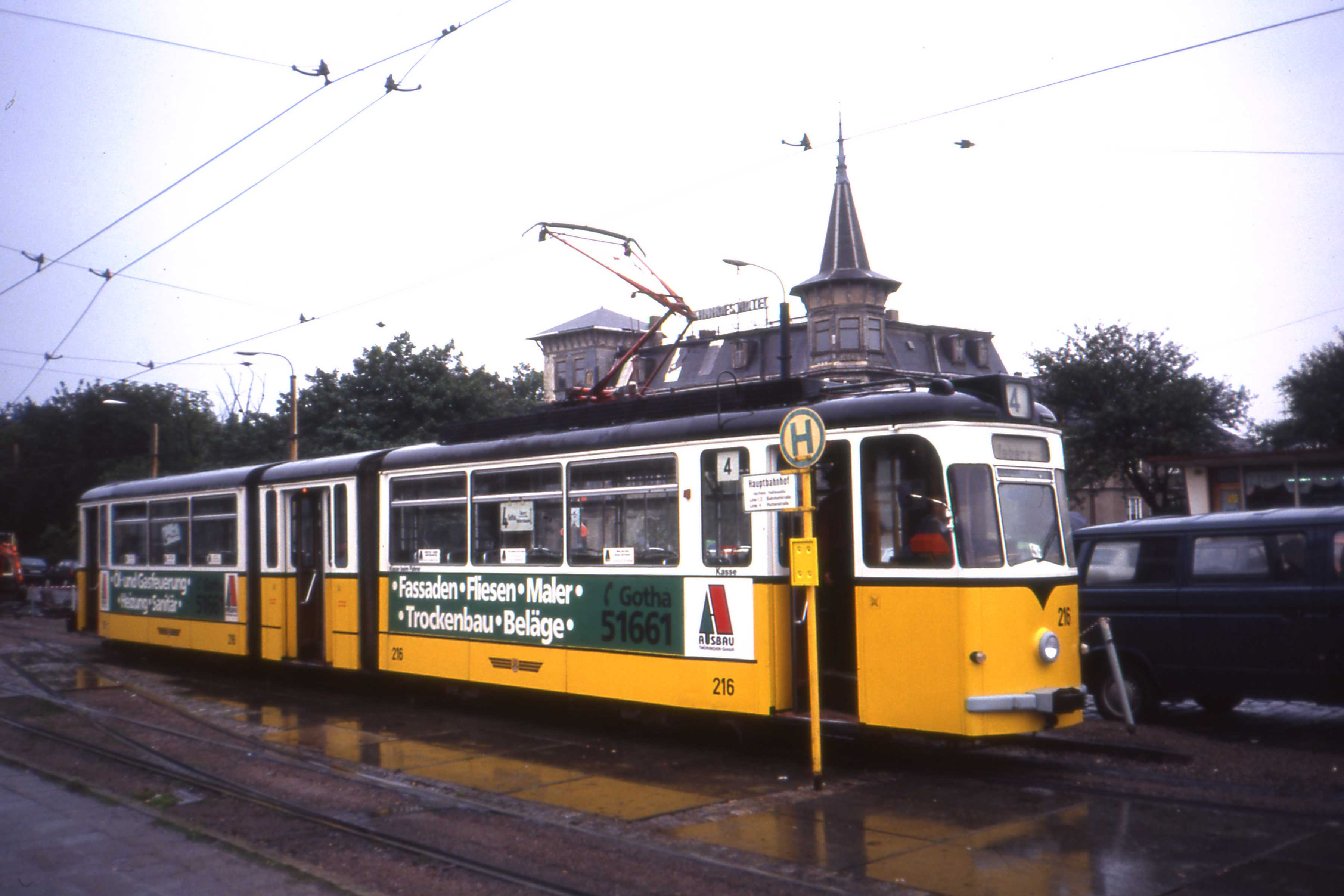
上半分が白、下半分が黄色の市内線用車両（1989年撮影）
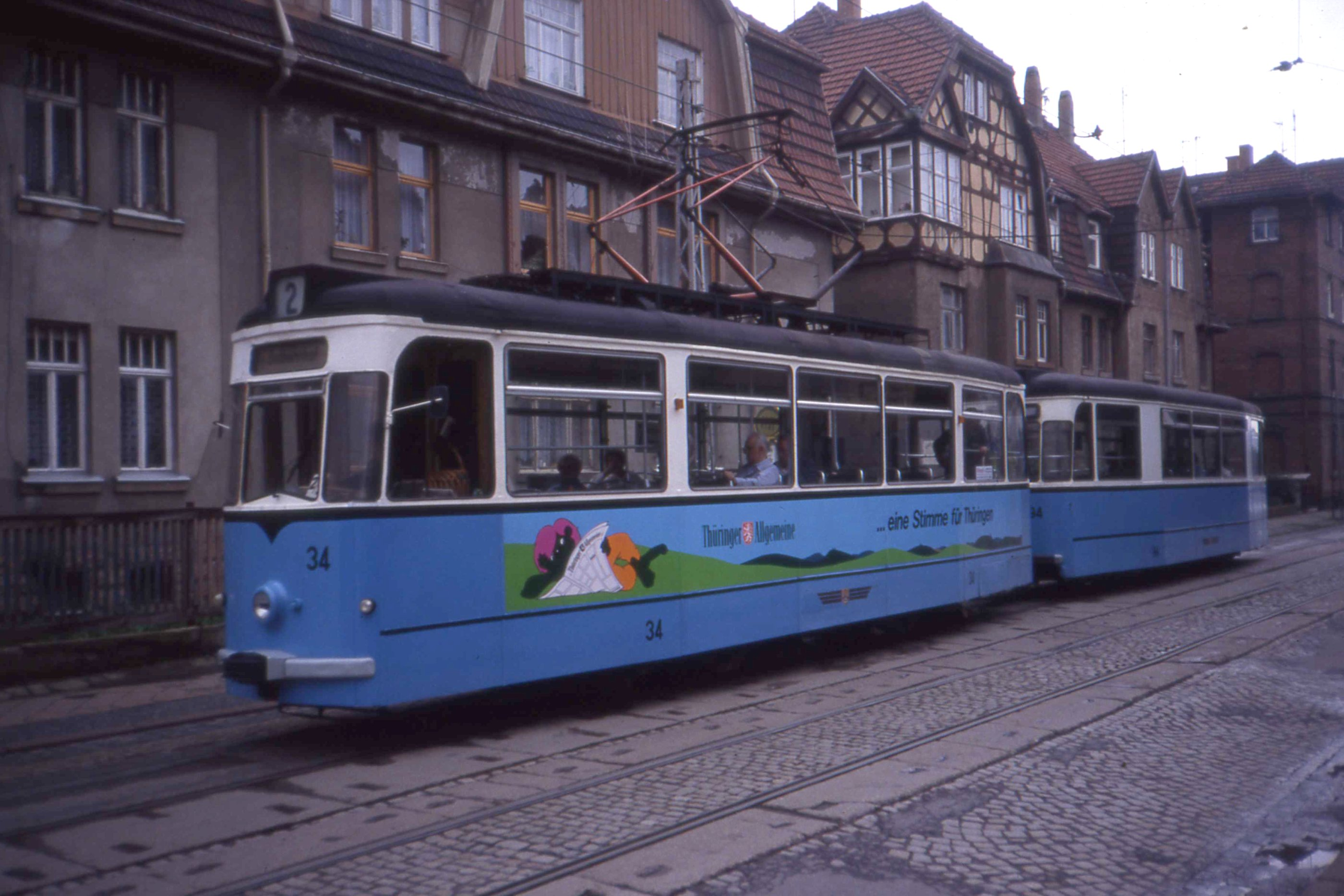
上半分が白、下半分が青のトゥーリンガー・ヴァルト鉄道用車両（1989年撮影）
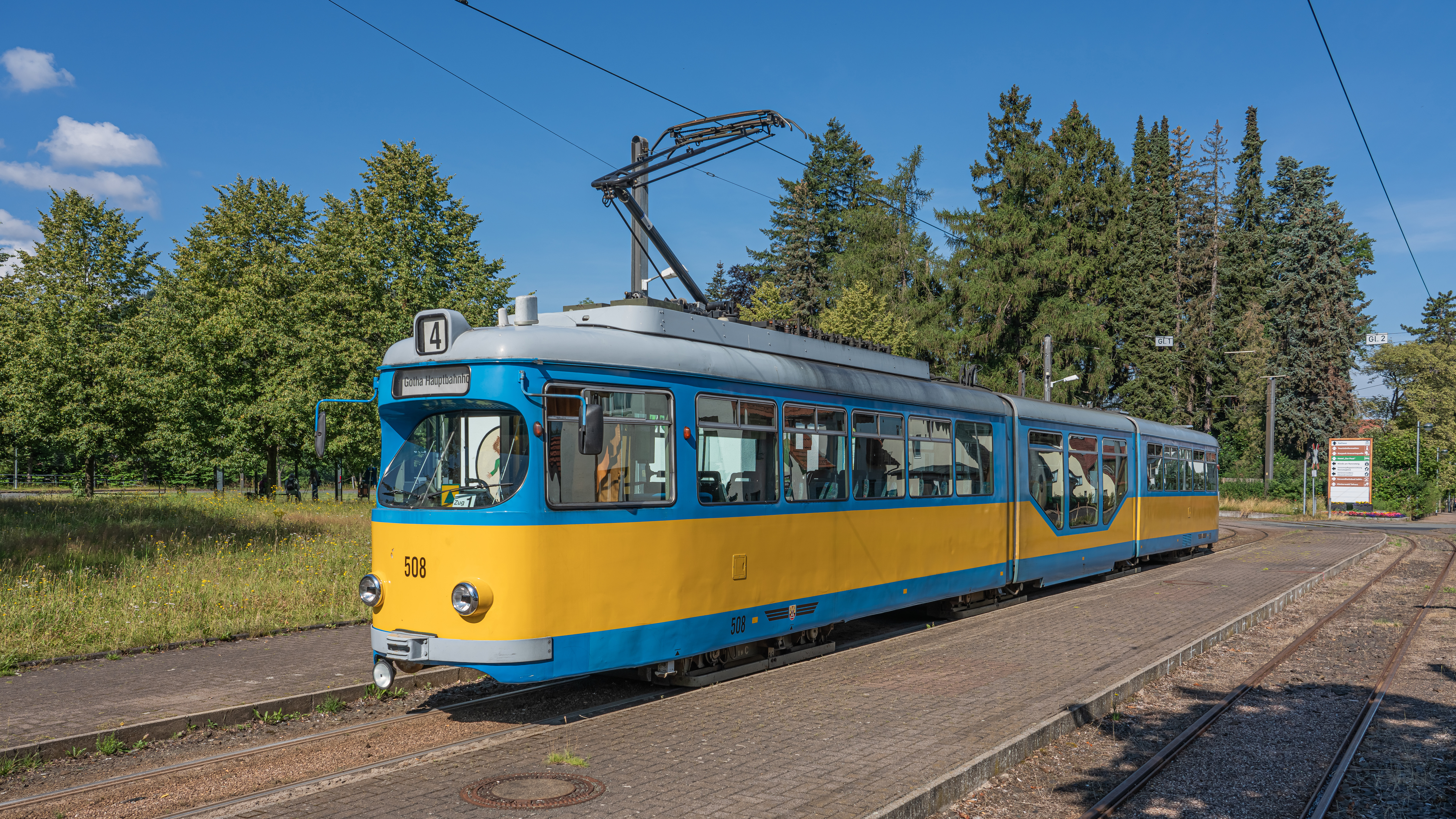
青と黄色を基調とした現行塗装（2020年撮影）